# ساکسون (گروه موسیقی)
ساکسون (به انگلیسی: Saxon) یک گروه موسیقی هوی متال انگلیسی است که در سال ۱۹۷۶ در بارنزلی، یورک شایر انگلستان آغاز به فعالیت کرد. این گروه موسیقی یکی از گروههای فعال در موج نو هوی متال انگلیسی بود که در زمان درخشش آن سبک موفق شد در رده چهارم جدول تاپ ۱۰ آلبوم‌های انگلستان قرار بگیرد. در میان سالهای ۱۹۸۰ تا ۱۹۸۷ میلادی ساکسون یکی از بزرگ‌ترین گروه‌های هوی متال اروپایی بود، این گروه همچنین در ژاپن و آمریکا نیز گروه موفقی بود، بطوریکه در ژاپن آلبوم سینگل گروه یعنی "Motorcycle Man" توانست برای مدت ۵ ماه در لیست پرفروش ترین‌ها قرار بگیرد. این گروه توانسته است به رقم فروش ۱۰ میلیون آلبوم در سطح جهانی دست یابد. موسیقی این گروه بر موسیقی گروه‌های دیگر هوی متالی چون متالیکا، مگادث و سدم تاثیرگذار بوده است.

## آلبوم‌ها
- Saxon
- Strong Arm of the Law
- Denim and Leather
- Power & the Glory
- Crusader
- nnocence Is No Excuse
- Rock the Nations
- Destiny
- Solid Ball of Rock
- Forever Free
- Dogs of War
- Unleash the Beast
- Metalhead
- Killing Ground
- Lionheart
- The Inner Sanctum
- Into the Labyrinth[۱]

- Call to Arms
- Sacrifice
- Battering Ram
- Thunderbolt
- Inspirations
- Carpe Diem
- Hell, Fire and Damnation